# Tenancingo de Degollado
Tenancingo de Degollado è il capoluogo del comune messicano di Tenancingo, situato nello stato di Messico.